# Антирелигиозная пропаганда
В СССР и других социалистических странах пропаганда атеизма — составная часть коммунистического воспитания.
Антирелигио́зная пропага́нда — воздействие на сознание людей с целью отторжения их от религии и выработки у них атеистического мировоззрения.
В СССР работа по атеистической пропаганде проводилась в СМИ (печать, радио, телевидение), в художественных произведениях (книгах, кинофильмах, живописи), в устной форме (лекции).

## Организация антирелигиозной пропаганды в СССР
В 1921 году при подотделе пропаганды Агитпропотдела ЦК РКП(б) для координации антирелигиозной борьбы возникла Антицерковная комиссия. В состав комиссии входили чиновники из Агитпропа, Московского комитета РКП(б), VIII ликвидационного отдела Народного комиссариата юстиции, ЦК РКСМ, а также Народного комиссариата просвещения и Главного политического управления.
В 1925 году на основе Общества друзей газеты «Безбожник» была основана (существовала до 1947 года) массовая общественная организация «Союз воинствующих безбожников» (СВБ, до июня 1929 года — «Союз безбожников»), во главе которого стал Емельян Ярославский (Губельман). К 1930-м годам антирелигиозная пропаганда в стране была централизована в СВБ.
С началом Великой Отечественной войны деятельность СВБ была фактически свёрнута: Емельян Ярославский и другие сотрудники были направлены для решения более насущных задач[каких?]. В 1947 году Союз был закрыт формально, а все материальные средства СВБ были переданы Всесоюзному обществу по распространению политических и научных знаний (впоследствии общество «Знание»). Костяк специалистов по научно-атеистической пропаганде в новом обществе составили «те старые кадры, которые назывались раньше безбожниками». Под их руководством тиражи изданий атеистической литературы в обществе «Знание» в конце 1940-х — начале 1950-х годов были столь же высоки, как и довоенных изданий СВБ.

## Антирелигиозная пропаганда в советском законодательстве
Статья 13. В целях обеспечения за трудящимися действительной свободы совести церковь отделяется от государства и школа от церкви, а свобода религиозной и антирелигиозной пропаганды признается за всеми гражданами.
Статья 124. В целях обеспечения за гражданами свободы совести церковь в СССР отделена от государства и школа от церкви. Свобода отправления религиозных культов и свобода антирелигиозной пропаганды признается за всеми гражданами.
Статья 52. Гражданам СССР гарантируется свобода совести, то есть право исповедовать любую религию или не исповедовать никакой, отправлять религиозные культы или вести атеистическую пропаганду. Возбуждение вражды и ненависти в связи с религиозными верованиями запрещается.

Церковь в СССР отделена от государства и школа - от церкви.
Первоначально, согласно Конституции РСФСР 1918 года, гарантировалась «свобода религиозной и антирелигиозной пропаганды» (см. верхнюю врезку).
Формально, положение не изменилось с принятием Конституции РСФСР 1925 года: статья 4 Конституции РСФСР 1925 года практически полностью совпадала со статьей 13 Конституции РСФСР 1918 года, отличаясь лишь появлением запятой перед словом «церковь».
Однако уже на XIV Всероссийском съезде Советов РСФСР в мае 1929 года в статью 4 Конституции РСФСР были внесены поправки, заменившие свободу религиозной пропаганды на свободу религиозных исповеданий, сохраняя при этом право антирелигиозной пропаганды. Съезд постановил, в частности, изложить статью 4 в следующей редакции:
В целях обеспечения за трудящимися действительной свободы совести, церковь отделяется от государства и школа от церкви, а свобода религиозных исповеданий и антирелигиозной пропаганды признается за всеми гражданами.
Конституция СССР 1936 года увеличила разрыв в правах между верующими и атеистами: в статье 124 провозглашалось: «Свобода отправления религиозных культов и свобода антирелигиозной пропаганды признается за всеми гражданами», то есть право исповедания религии (которое включает свидетельствование о своей вере) было заменено на право совершения религиозных обрядов.
В статье 52 Конституции СССР 1977 года свобода совести определялось как право гражданина исповедовать любую религию или не исповедовать никакой, отправлять религиозные культы или вести атеистическую пропаганду. Религиозная пропаганда в понятие «свобода совести» в Советском Союзе не включалась.